# Johann Georg Buchwald

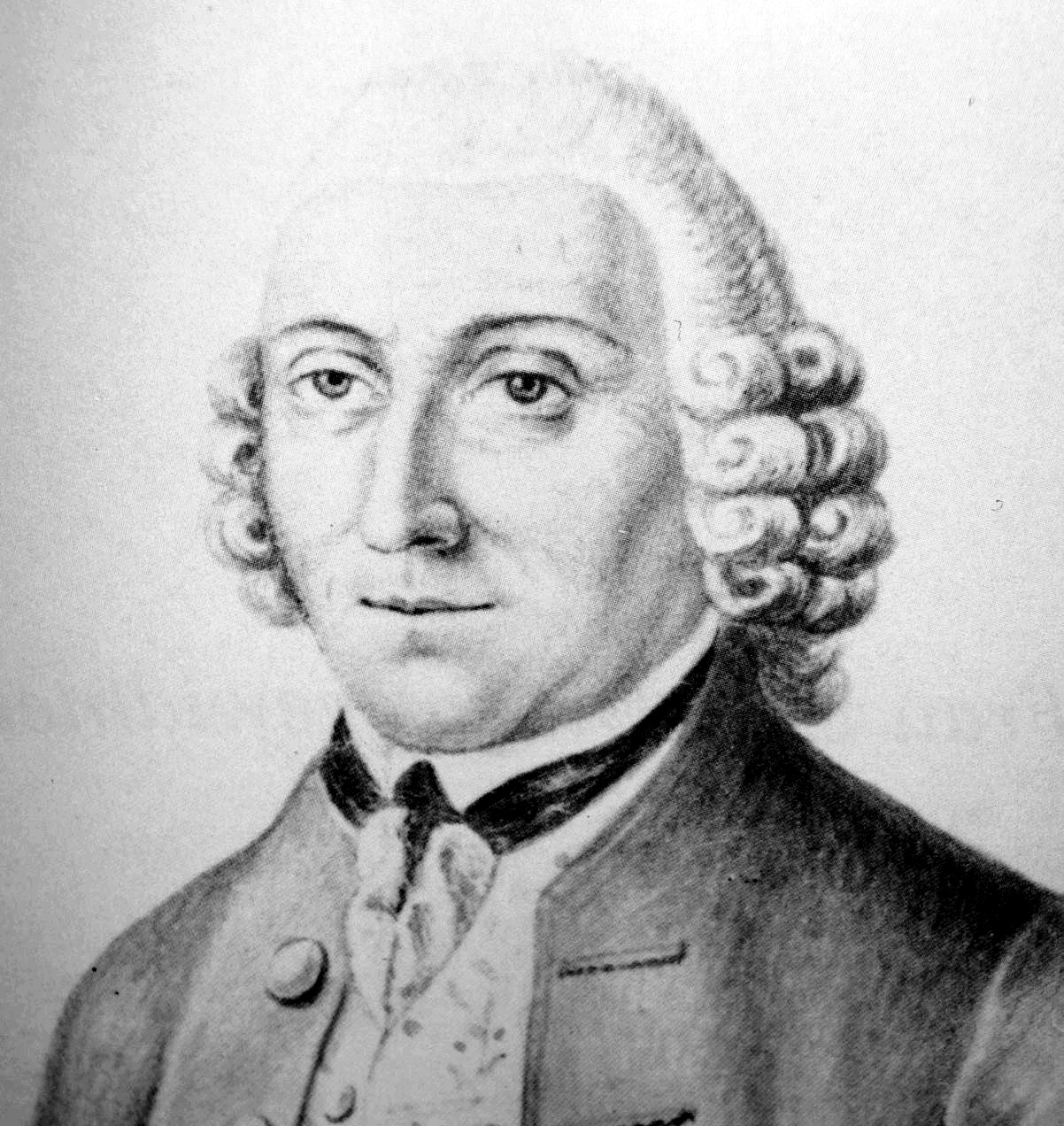
Johann Georg Buchwald (1723–1806) (zeitgenössisches Aquarell)

Johann Georg Ludwig Bonifaz Buchwald (* 22. August 1723 in Teplitz, Böhmen; † November 1806 in Schwartau) (meist als Johann Buchwald oder Johann Georg Buchwald bezeichnet – „Bonifaz“ wird häufig auch zu „Bonifacius“ latinisiert) war ein Fayencemeister/-künstler, unter dessen Wirken mehrere Fayencemanufakturen in Schleswig-Holstein ihre Blütezeit erlebten und der zu den bedeutendsten deutschen Keramikkünstlern zählt.

## Leben

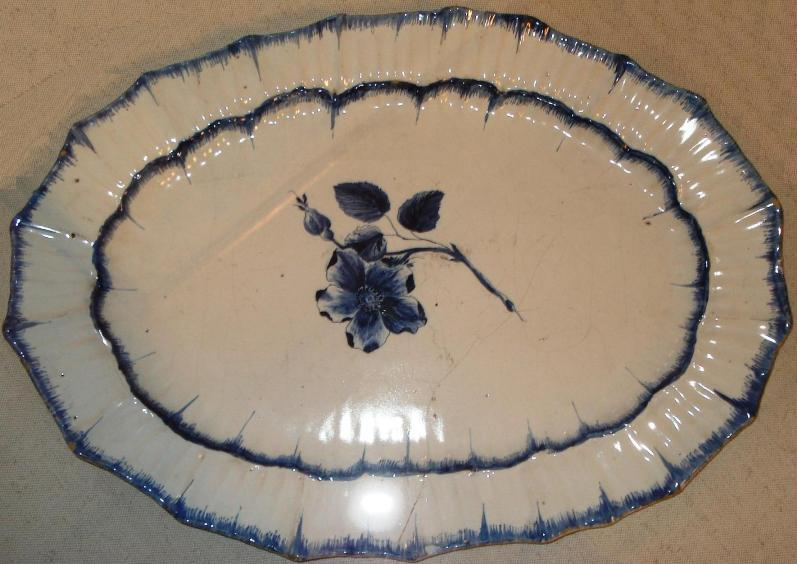
Platte aus der Kieler Fayencemanufaktur

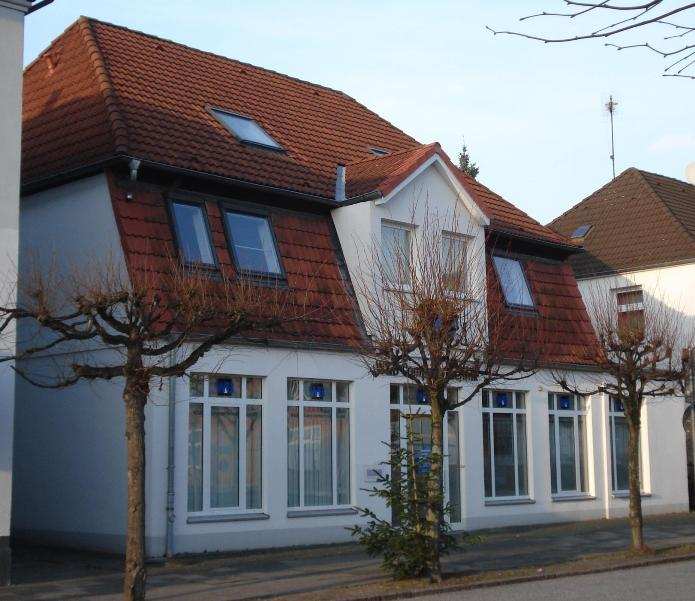
Das ehemalige (im Erscheinungsbild durch Putz veränderte) Buchwaldsche Wohnhaus in Bad Schwartau (heute: Lübecker Straße 58)

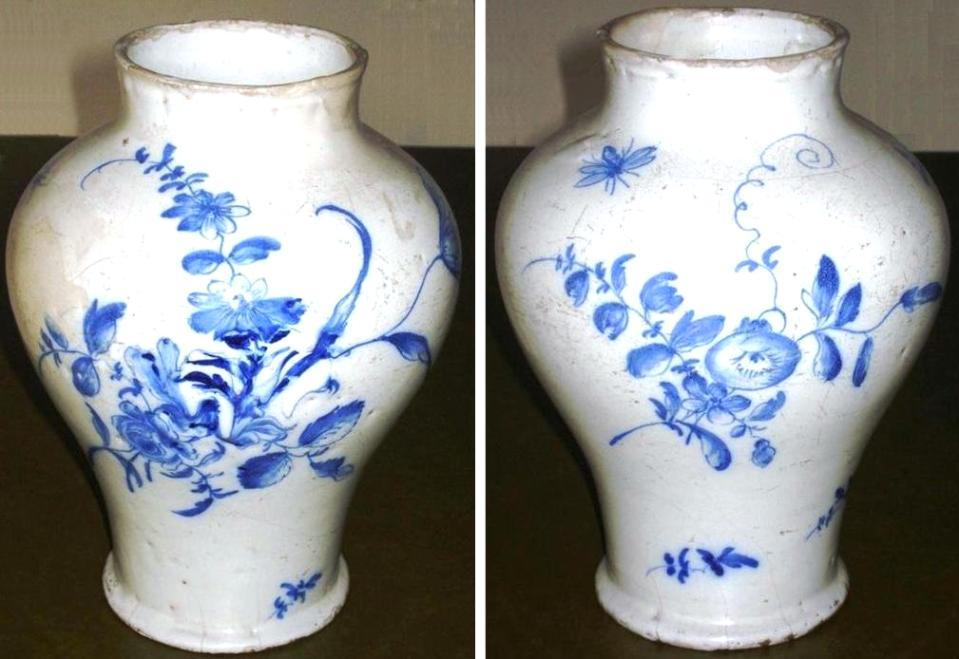
Potpourri – ein Beispiel einer erhaltenen Schwartauer Fayence

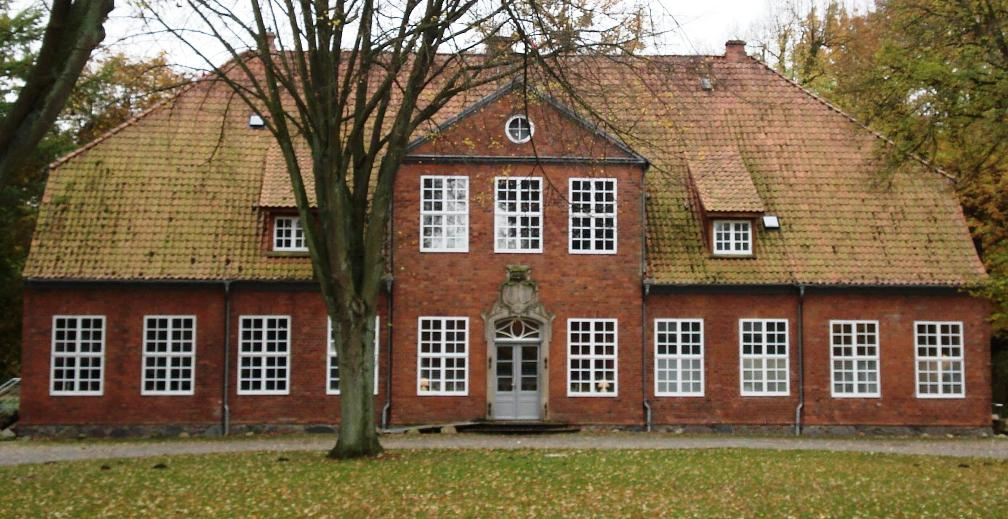
Das Herrenhaus Stockelsdorf, auf dessen Gelände sich die Stockelsdorfer Fayencemanufaktur befand

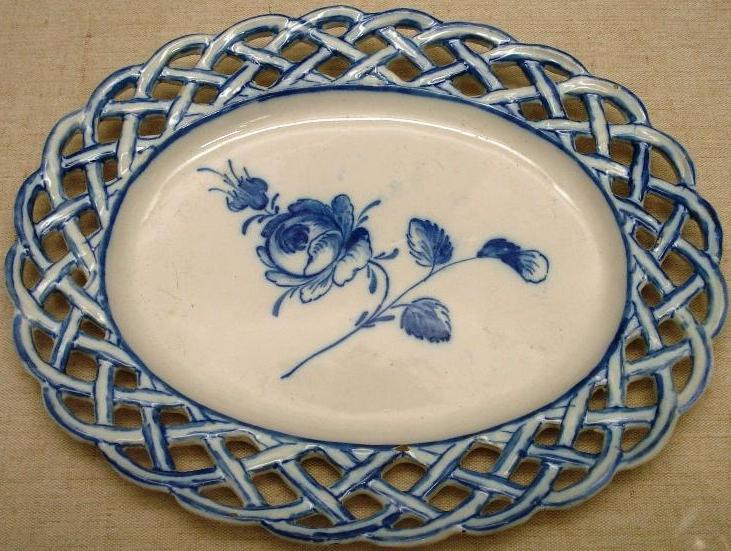
Flechtrandteller aus der Stockelsdorfer Fayencemanufaktur

Johann Georg Ludwig Bonifacius Buchwald wurde 1723 im böhmischen Teplitz (zu dem Zeitpunkt unter König Karl II ein Teil des Heiligen Römischen Reichs Deutscher Nation) geboren.
Er erlernte das keramische Fayence-Handwerk – Malerei und Bossieren.
1743 fand er eine Anstellung in der Fuldaer Fayencemanufaktur (die 1741–1758 bestand), von wo er 1746 zu Adam Friedrich von Löwenfinck zur (u. a. von diesem gegründeten) Höchster Porzellanmanufaktur wechselte, wo er als Bossierer tätig war. 1748 kehrte er als Maler zur Fuldaer Fayencemanufaktur zurück, die er ca. 1751 verließ. In Fulda konvertierte 1748 vom jüdischen zum katholischen Glauben und heiratete 1749 Eva Elisabeth Heller.
Anfang 1754 war er in der ungarischen Fayencemanufaktur in Holitsch als Bossierer tätig.
Von 1754 bis ca. 1757 war er in Wohlau in Schlesien erstmals als Fabrikant tätig. Der Ausbruch des Siebenjährigen Krieges setzte dem jedoch ein Ende.
1757 war er in der Stralsunder Fayencenmanufaktur als „Fabrikant“ – d. h. Leiter der Manufaktur – tätig; jedoch litt die Stralsunder Fayencenmanufaktur bald unter den Folgen des Siebenjährigen Krieges (1756–1763).
1758 wechselte er von Stralsund (damals ein Teil Schwedens) nach Schweden, wo er bei Rörstrand in Stockholm die mehrfarbige Bemalung und den Muffelbrand einführte.
1759 wechselte er als Werksmeister zur Fayencemanufaktur Marieberg (Heute Teil Stockholms), wo er bis 1765 tätig war.
Mittlerweile zu einem Fachmann und Künstler geworden wurde er 1765 Direktor der Eckernförder Fayencemanufaktur, was deren (kurze) Blütezeit einleitete, in der diese Fayence auf europäischem Niveau herstellte. Während der Zeit in Eckernförde heiratete seine Tochter Catharina Theresia den Fayencemaler Abraham Leihammer (1745–1774). 1766 stirbt seine Frau Eva Elisabeth – 1776 heiratet in zweiter Ehe Ida Magdalena Lucia Schlüter.
1768 ging Johann Buchwald – ebenfalls als Direktor – nach Kiel, um die dortige Kieler Fayencemanufaktur zu leiten, in der in der Zeit ihres Bestehens sehr bedeutende Fayencen geschaffen wurden. Dorthin begleiteten ihn sein Schwiegersohn Abraham Leihammer und dessen Vater Johann Leihammer (1721 -ca. 1778) – beides Fayencemaler.
1771 wechselten Johann Buchwald – zusammen mit Abraham und Johann Leihammer – als Direktor nach Stockelsdorf bei Lübeck – noch bevor die Kieler Fayencemanufaktur 1772 ihren Betrieb einstellte.
Die Stockelsdorfer Fayencemanufaktur war im selben Jahr von Georg Nicolaus Lübbers gegründet worden und produzierte
Fayencen von höchster Qualität und von weit bekanntem Ruf. 1786 wurde – bedingt durch die Konkurrenz des preiswerteren Steinzeugs und der Behinderung durch Zollschranken und ein Importverbot die Stockelsdorfer Fayencemanufaktur aufgegeben.
Johann Buchwald richtete am 3. Juli 1787 ein Gesuch um Ausweisung von drei Bauplätzen für eine Töpferei und ein Wohnhaus an Fürstbischof Peter (in Eutin / Fürstentum Lübeck) dem stattgegeben wurde. Daher zog er im selben Jahr nach Schwartau, wo er die Töpferei zur Herstellung von Öfen und Geschirr aus Fayence (die sog. „Schwartauer Fayencen“) gründete. Allerdings war dieses Unternehmen nicht von Erfolg beschieden und die Buchwalds leben unter sehr kümmerlichen Umständen. So sammelte u. a. die Freimaurerloge „Zur Weltkugel“ (in der er Mitglied war) 1799 für ihn und seine Familie. 1796 ging Johann Buchwald nach Riga, wo er eine Anstellung erhalten hatte. Die Fayence-Fabrik wurde währenddessen von seinem Sohn Georg Gottlieb Buchwald als Töpferei fortgeführt.
1799 kehrte er nach Schwartau zurück, wo er Anfang November 1806 starb.
Er sollte am 6. November 1806 bestattet werden – die jedoch an diesem Tag durch Schwartau ziehenden französischen Truppen (die nach der Schlacht bei Lübeck den Resten der preußischen Armee unter Blücher nach Ratekau folgten) plünderten das Haus, stahlen u. a. seinen Sarg als Feuerholz und richteten seinen Leichnam „auf das scheußlichste“ zu. Die Bestattung erfolgt dann am 10. November 1810 auf dem Friedhof der Rensefelder Kirche.
Johann Buchwald war Mitbegründer der Lübecker Freimaurerloge Zur Weltkugel und deren Mitglied von 1779 bis zu seinem Tode.

## Fayencen
Die von Johann Georg Buchwald – bzw. unter seiner Leitung – hergestellten Fayencen haben höchste Qualität erreicht und sind für den norddeutschen Raum von kunsthistorischer Bedeutung. Sie finden sich in zahlreichen Museen u. a. – so im Museum für Kunst und Gewerbe in Hamburg, im St. Annen Museum und im Behnhaus in Lübeck, im Museum Eckernförde in der Porzellansammlung auf Gut Schierensee und im Ostholstein-Museum Eutin. Von den von Johann Georg Buchwald (bzw. später seinem Sohn) in Schwartau hergestellten „Schwartauer Fayencen“ – sind einige wenige erhalten und zuordenbar. Diese befinden sich im Museum der Stadt Bad Schwartau, im Museum für Kunst und Gewerbe in Hamburg sowie im Schleswig-Holsteinischen Landesmuseum auf Schloss Gottorf.

## Sonstiges
- Johann Georg Ludwig Bonifacius Buchwald wird – bedingt durch seine Tätigkeit in dänischem Gebiet (Schleswig-Holstein) – in der 3. und 4. Auflage von Weilbachs Künstlerlexikon aufgeführt.